# Crossoptilon auritum
El faisán orejudo azul o faisán azul (Crossoptilon auritum) es una especie de ave galliforme de la familia Phasianidae que puebla los bosques montañosos de China central. No se conocen subespecies.